# Stade El Menzah
Das Stade El Menzah (offiziell: Stade Olympique d’El Menzah, arabisch الملعب الأولمبي بالمنزه) ist ein Multifunktionsstadion in der tunesischen Hauptstadt Tunis und war lange die Spielstätte der tunesischen Fußballvereine Espérance und Club Africain. Aktuell wird das Stadion grundlegend renoviert, weswegen beide Vereine ihre Heimspiele nun ausschließlich im Stadion des 14. Januar austragen.
Das Stadion wurde 1967 zur Austragung der Mittelmeerspiele erbaut und eröffnet und befindet sich im Norden von Tunis. Es ist als Oval angelegt und besteht ausschließlich aus Sitz- (39.458) und Logenplätzen (400). Das Stadion besitzt eine Tartanbahn. Außerdem gehören auch Sportanlagen für diverse andere Sportarten dazu und bilden den gleichnamigen Sportkomplex, zu dem auch das Stadion gehört.

## Veranstaltungen
Das Stadion war 1994, als Tunesien kurzfristig für Zaïre einsprang, und 2004 Austragungsort von Spielen der Fußball-Afrikameisterschaft. Waren es bei der ersten von Tunesien ausgetragenen Ausgabe zehn Spiele, u. a. das Endspiel, wurden eine Dekade später noch fünf Spiele im Stade El Menzah ausgetragen.
Weitere Höhepunkte in der Geschichte des Stadions waren der Auftritt Michael Jacksons im Rahmen seiner HIStory World Tour 1996, sowie der von Mariah Carey, die 2006 vor 40.000 Zuschauern sang.
Zudem war das Stadion bis zur Errichtung des Stadions des 7. November in Radès im Jahr 2001 Spielort der tunesischen Fußballnationalmannschaft.